# بحر واندل
ينبغي عدم الخلط مع بحر ودل.

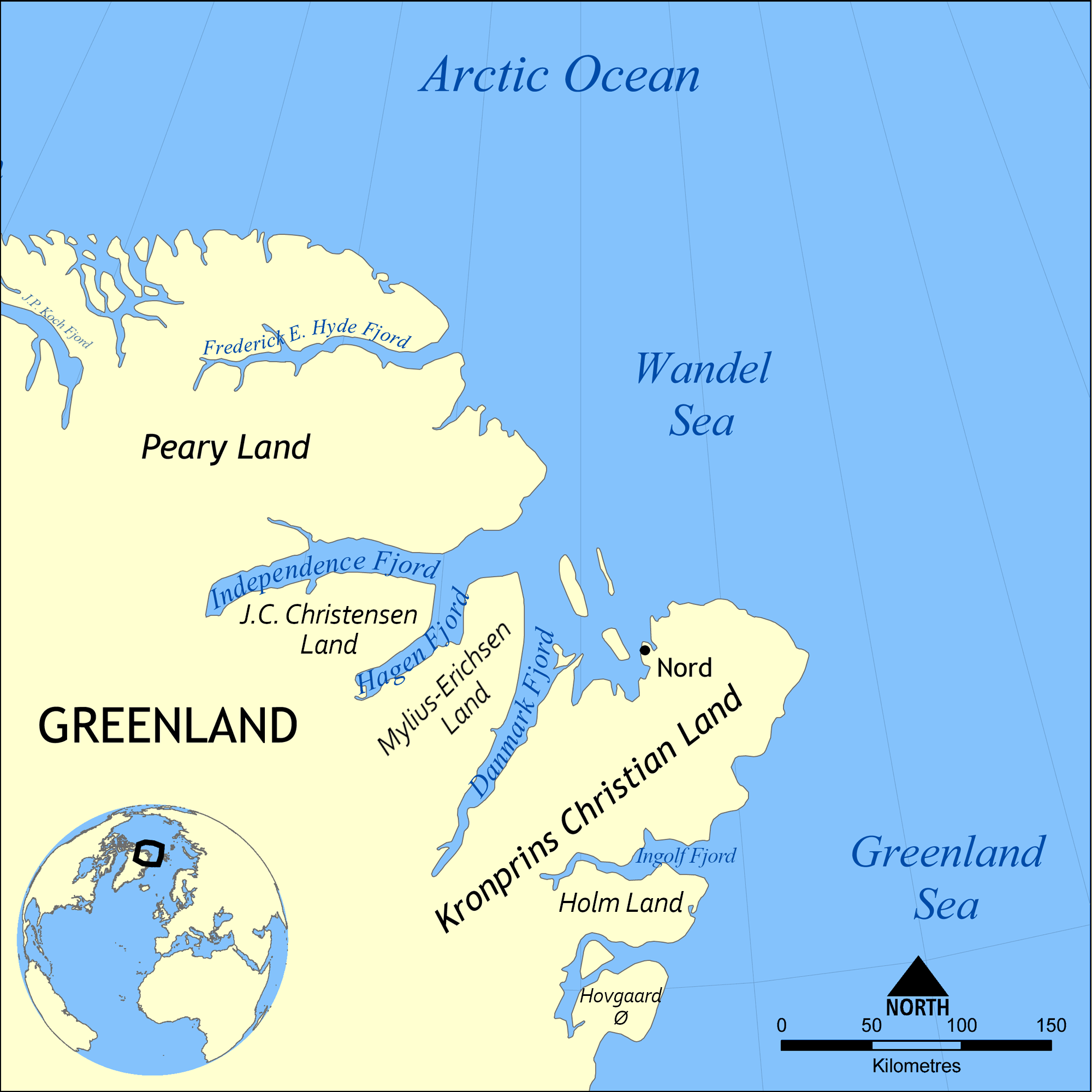
موقع بحر واندل

البحر واندل (المعروف أيضا باسم بحر  ماكينلي) 
هو حيز من المياه في المحيط المتجمد الشمالي،و يمتد من شمال شرق غرينلاند إلى سفالبارد (أرخبيل نرويجي) .يقع هذا البحر في القطب الشمالي شمال خط الطول 82 ° و غرب خط العرض 21 درجة. البحر في أقصى الشمال والشمال الغربي متجمد على مدار السنة.بحر واندل يمتد إلى أقصى الغرب إلى رأس موريس جيسوب (أقصى شمال غرين لاند). و إلى الغرب إلى بحر لنكولن. في الجنوب، ويمتد إلى نوردوسترندكن (شمال شرق غرينلاند).بحر واندل يتصل ببحر غرينلاند في الجنوب عبر مضيق فرام.